# Habitant (Nouvelle-Écosse)
Pour les articles homonymes, voir Habitant.
Habitant est un village de la Nouvelle-Écosse (Canada). Il fait légalement partie du comté de Kings
Habitant est situé à l'embouchure de la rivière Habitant dans le bassin des Mines, dans la région des Mines, à l'entrée est de la vallée d'Annapolis. Habitant est aujourd'hui un village plus petit qu'à l'origine.
Fondé par Pierre Terriot vers 1675, c'était le premier établissement acadien des Mines. Habitant faisait partie de la paroisse catholique de Saint-Joseph, qui comprenait aussi le village de Rivière-aux-Canards, où se trouvait l'église. Le village tomba sous le contrôle britannique après la prise de Port-Royal en 1713. Sa population fut emprisonnée et ensuite déportée à l'automne 1755. Des Planters s'y établirent à partir de l'été 1760.